# Trojna krona (hokej)
Trojna krona v hokeju označuje osvojitev treh zgodovinsko najpomembnejših hokejskih tekmovanj, tako v klubskem kot tudi reprezentančnem smislu, naslovov Olimpijskega prvaka, Svetovnega prvaka in zmagovalca Stanleyjevega pokala (prvak lige NHL). Od maja 2007 Mednarodna hokejska zveza priznava ta dosežek tudi uradno, saj hokejistom s takim dosežkom podeli medaljo Trojna krona, ki jo je do danes prejelo trideset hokejistov, trije so dosegli Trojno krono dvakrat, in en trener. Od tega je največ kanadskih hokejistov, dvanajst, deset švedskih, sedem ruskih, dva češka in eden finski hokejist.

## Dobitniki Trojne krone
V oklepaju je leto osvojitve tretjega potrebnega naslova za Trojno krono.

### Igralci
1. Tomas Jonsson (1994)
2. Håkan Loob (1994)
3. Mats Näslund (1994)
4. Valerij Kamenski (1996)
5. Aleksej Gusarov (1996)
6. Peter Forsberg (1996, dvojna 2006)
7. Vjačeslav Fetisov (1997, dvojna 1998)
8. Igor Larionov (1997, dvojna 1998)
9. Aleksander Mogilni (2000)
10. Vladimir Malahov (2000)
11. Joe Sakic (2002)
12. Brendan Shanahan (2002)
13. Rob Blake (2002)
14. Scott Niedermayer (2004)
15. Jaromir Jagr (2005)
16. Jiri Slegr (2005)
17. Nicklas Lidström (2006)
18. Fredrik Modin (2006)
19. Chris Pronger (2007)
20. Niklas Kronwall (2008)
21. Henrik Zetterberg (2008)
22. Mikael Samuelsson (2008)
23. Eric Staal (2010)
24. Jonathan Toews (2010)
25. Patrice Bergeron (2010)
26. Sidney Crosby (2015)
27. Corey Perry (2016)
28. Pavel Dacjuk (2018)
29. Jay Bouwmeester (2019)
30. Valtteri Filppula (2022)

### Trenerji
1. Mike Babcock (2011)